# Improviseret sprængladning
En Improviseret sprængladning eller IED (fra engelsk Improvised explosive device) er en bombe konstrueret og placeret på en sådan måde som helt eller delvist bryder med konventionelle militærdoktriner. Bomberne kan være delvist fremstillet af militære sprængladninger såsom en artillerigranat sammensat med en detonator og en en udløser. En typiske måde at benytte en IED er at placere den ved siden af en vej således den kan bringes til sprængning når køretøjer eller fodgængere passerer bomben, denne type IED omtales normalt som en vejsidebombe.
IED benyttes ofte i terroraktioner eller i asymmetrisk krigsførelse typisk fra guerillagrupper eller specialoperationsstyrker. Under Irakkrigen blev IEDer anvendt i stort antal mod koalitionen, og i 2007 stod de for op imod 40 procent af koalitionens tab i Irak. De anvendes også i høj grad mod militære og civile mål i Sri Lanka. IED'er kan også benyttes som lureminering.

## Sprængstoffer
En af de billigste sprængstoffer er ammoniumnitrat som også er let tilgængeligt over det meste af verden. Dette sprængstof anvendes typisk i meget store bomber som kan veje flere ton. Ammoniumnitrat har været anvendt ved flere terrorangreb. For at skabe det eksplosive sprængstof blandes der typisk et par procent brændstof i hvorved man skaber ANFO (Ammonium Nitrate Fuel Oil).
Acetoneperoxid eller TATP, er et andet af de enkle sprængstoffer som kan fremstilles hjemme. En del terrorister anvender det som et universalsprængstof da komponenterne er lette at fremskaffe og fremstille. Andre anser det for at være for ustabilt til at blive praktisk anvendt. TATP er ikke stabilt nok til at kunne opbevares i længere perioder da det hurtigt henfalder. Flere terrorister har utilsigtet sprængt sig selv i luften med dette ustabile sprængstof.

## Teknik
En IED fremstilles på en sådan måde at den inkluderer destruktive, pyroteknikske eller kemiske komponenter med det formål af forstyrre eller uskadeliggøre personel, køretøjer, udstyr eller infrastruktur. I visse tilfælde anvendes IEDer til at distrahere, forvirre eller forsinke en fjendestyrke. IEDer kan indeholde kommercielle, hjemmelavede, militære sprængstoffer eller en kombination af disse.
En IED består oftest af en eksplosiv ladning, en detonator og et udløser. En IED kan designes til at nedkæmpe pansrede køretøjer, disse indeholder oftest en type hulladning såsom eksempelvis en pileformet sprængladning eller en en kobberstav som sendes med høj fart igennem panseret som følge af detonationen af sprængstoffet på samme måde som en panserbrydende granat. IEDer er ekstremt varieret i design og kan bestå af mange kreative typer udløsere, detonatorer, penetratorer og sprængstoffer. IEDer som er beregnet på at forvolde skade på personer indeholder ofte små fragmenter såsom søm, møtrikker eller metalkugler. En IED kan udløses på forskellige måder, blandt andet ved hjælp af radiobølger, infrarød stråling, magnetisk påvirkning, trykplader eller snubletråd. Et antal IEDer kan sammenkædes og kan detonere på flere steder på en gang, eksempelvis langs en vej hvor en fjendtlig konvoj passerer.
Udløseren er en mekanisme som initierer detonatoren og dermed sprængstoffet. Udløseren til en IED kan skabes ved hjælp med almindeligt husholdningselektronik, såsom eksempelvis mobiltelefoner, fjernbetjeninger, vaskemaskinetimere, personsøgere eller garageportsåbnere. Hvor sofistikeret en IED man kan skabe bliver afhænger af udelukkende af designerens evner og materialerne denne har til rådighed.
Majoriteten af IEDer anvender konventionelt sprængstof, men der findes en frygt for at en bombedesigner får adgang til kemiske kampstoffer eller radioaktive materialer og på den måde kan bygge en beskidt bombe. Denne trussel betyder at fareområdet for en IED potentielt udvides betydeligt i forhold til den umiddelbare sprængningsradius.
En bilbåren IED (VBIED eller Vehicle Borne IED) er en militær term for en bilbombe eller en lastbilbombe. Disse anvendes oftest af selvmordsbombere og kan have en relativt stor sprængkraft. De kan også detoneres ved hjælp af en form for fjernbetjening fra en anden position. Bilbomber kan skabe yderligere farlige fragmenter når bilens chassis blive ødelagt i sprængningen, såvel som bilens benzin kan hjælpe med øget brændeffekt efter en detonation. Fremkomsten af billige og let tilgængelige UAV-systemer har betydet at grupperinger med held har forsøgt at konverteret droner til at frembringe IEDer til fjenden.

## Forskellige typer af improviserede sprængladninger
- Bilbomber
- Bombebælter
- Lureminer
- Vejsidebomber